# Salaheddine Benchikhi
Salaheddine, né le 20 août 1980 à Casablanca, est un blogueur et présentateur néerlando-marocain.
Actif sur les réseaux sociaux, il publie de courtes vidéos où il commente l'actualité tout en questionnant la communauté allochtone dans les rues des Pays-Bas.
Il bénéficie, en 2014, d'une certaine exposition médiatique en raison de son accrochage avec des journalistes de PowNews, les considérant comme racistes anti-Marocains.

## Biographie

### Origine et jeunesse
Salaheddine Benchikhi naît à Casablanca au Maroc et immigre très jeune avec sa famille aux Pays-Bas dans la ville de Rotterdam.

### Télévision
Salaheddine apparaît pour la première fois à la télévision néerlandaise en 2006 lorsqu'il est interviewé par Sunny Bergman dans l'émission De Toekomst: Hoezo integratie? de la chaîne VPRO. En 2008, il est écrivain dans le site web marokko.nl et crée un forum islamique au nom de elqalem.nl. En 2008, il sort son premier livre intitulé Marokkaans van Hard gras. En 2012 et 2013, il est rédacteur avec le média NPS (nl). Avec ce média, il est le créateur du programme Ab & Sal. Il finira par fonder sa propre chaîne YouTube où il évoque de nombreux débats et de l'actualité en allant à la recherche de la jeune communauté marocaine aux Pays-Bas dans le but de les interviewer. Ses vidéos atteignent souvent le million de vue.

### Réseaux sociaux

#### Moussi
En 2010, Salaheddine lance sur internet ses vidéos stéréotypes du personnage Moussi El Kandoussi qui incarne dans un ton humoristique le Néerlando-Marocain déscolarisé et issu des quartiers défavorisés. 

#### 0% Alcohol
En 2017, Salaheddine lance la web-série 0% Alcohol destinée à la communauté musulmane des Pays-Bas parlant des réalités quotidiennes des musulmans qui délaissent la religion. Les vidéos durent environ 10 minutes et sont divisées en plusieurs épisodes.
Dans l'épisode 19 de la série 0% Alcohol apparu en décembre 2018, Salaheddine filme la conversation d'un père de famille et d'un imam. Le père de famille en pleurs, se plaint de l'affichage du corps de sa fille dans une soirée, sur les réseaux sociaux par le rappeur Boef qui la traite de Kech (prostituée). L'épisode 19 de la web-série connait une énorme tournure aux Pays-Bas et sera regardée plus de 150.000 fois en quelques semaines. Le rappeur Boef finira par porter plainte contre le blogueur pour diffamation.

#### Personnalités interviewées
- Rico Verhoeven
- Johan Derksen
- Job Cohen
- Thierry Baudet
- Peter R. de Vries
- Mohamed Ihattaren
- Andy van der Meyde
- Arnaut Danjuma
- Ibrahim Afellay
- Otman Bakkal
- Salah Edin
- Redouan El Yaakoubi
- père d'Abdelhak Nouri
- Yassin Ayoub
- Amira Tahri
- Appa
- Filip Dewinter
- Soufiane Eddyani
- Tayfun Ozcan
- Benjamin Adegbuyi
- Nordin Ben Moh
- Ismael Lazaar
- Imad Hadar
- Tarik Khbabez
- Mohammed Jaraya
- Sofyan Amrabat
- Nordin Amrabat
- Karim El Ahmadi

### Théâtre
En 2009, il fait son premier théâtre avec le show Salaheddine Live. Depuis 2015, chaque six mois, ses théâtres sont organisés partout aux Pays-Bas et en Belgique.

## Référence
1. ↑  (nl) « Salaheddine stalkt Danny Ghosen van PowNed », sur FunX.nl (consulté le 19 janvier 2020)
2. ↑  (nl) « Een kudtkoekiewall. Omdat dat moet, van de kudtkoekiewet. », sur www.geenstijl.nl (consulté le 19 janvier 2020)
3. ↑  (nl) « Rapper Boef start rechtszaak tegen cabaretier », sur NRC (consulté le 19 janvier 2020)